# Brad Boyes
Bradley „Brad“ Keith Boyes (* 17. April 1982 in Mississauga, Ontario) ist ein ehemaliger kanadischer Eishockeyspieler, der im Verlauf seiner aktiven Karriere zwischen 1998 und 2016 unter anderem 839 Spiele für die San Jose Sharks, Boston Bruins, St. Louis Blues, Buffalo Sabres, New York Islanders, Florida Panthers und Toronto Maple Leafs in der National Hockey League (NHL) auf der Position des Centers bestritten hat.

## Karriere
Bevor Boyes sich komplett auf das Eishockey spielen konzentrierte, spielte er auch überaus erfolgreich Inlinehockey. Nachdem er im OHL-Draft von den Erie Otters ausgewählt worden war, beendete er seine Inline Hockey-Karriere. Der Kanadier spielte insgesamt vier Jahre bei den Otters. In dieser Zeit wurde Boyes im NHL Entry Draft 2000 von den Toronto Maple Leafs in der ersten Runde an 24. Position ausgewählt. Während seiner Zeit in Erie erhielt er zahlreiche Auszeichnungen.

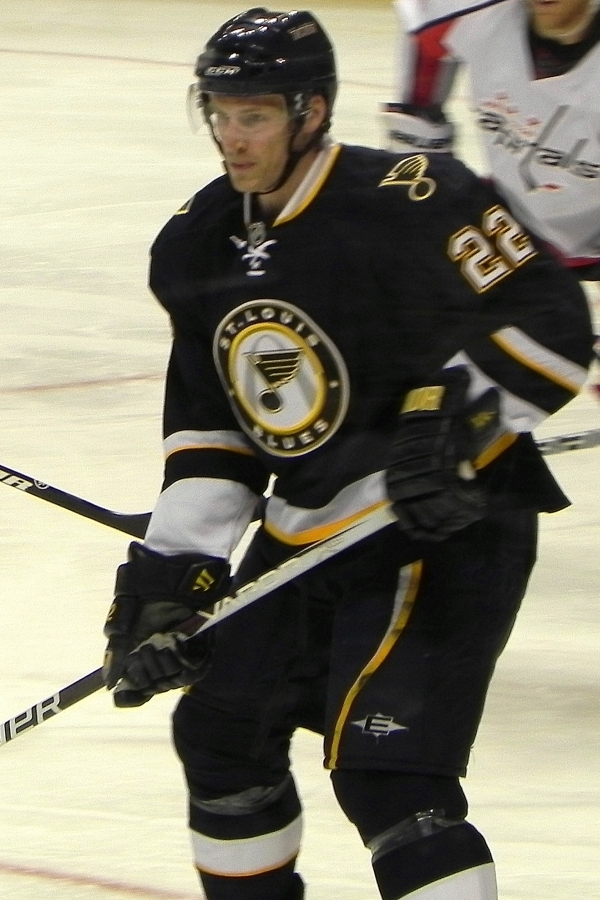
Boyes im Trikot der St. Louis Blues (2010)

Mit Beginn der Saison 2002/03 unterzeichnete Boyes seinen ersten Profi-Vertrag bei den Maple Leafs, die ihn aber zunächst im AHL-Farmteam in St. John’s einsetzten. Im März 2003 wurde er, zusammen mit Alyn McCauley und einem Erstrunden-Draft Pick, im Tausch gegen Owen Nolan zu den San Jose Sharks transferiert. Diese setzten ihn zunächst ebenfalls in der AHL bei den Cleveland Barons ein. Auch fast die gesamte Saison 2003/04 verbrachte Boyes in der AHL, ehe er am 7. März 2004 sein erstes NHL-Spiel gegen die Dallas Stars bestritt. Zwei Tage später wurde der Kanadier mit Andy Delmore zu den Boston Bruins abgegeben, die im Gegenzug Jeff Jillson nach San Jose schickten. So spielte Boyes für den Rest der Saison und auch der folgenden, aufgrund des NHL-Lockout, wieder in der AHL bei den Providence Bruins. In der Saison 2005/06 schaffte er dann den Durchbruch in der NHL. Er bestritt alle 82 Saisonspiele für die Boston Bruins und verbuchte insgesamt 69 Punkte, was eine Berufung ins NHL All-Rookie Team zur Folge hatte. Auch die Saison 2006/07 spielte Boyes zunächst in Boston und wurde am 27. Februar 2007 im Austausch für Dennis Wideman an die St. Louis Blues abgegeben. Dort fand er nach den diversen Wechseln ein sportliches Zuhause und erhielt nach einem Jahr einen Vierjahresvertrag über 16 Millionen US-Dollar.
Am 28. Februar 2011, kurz vor der Trade Deadline, gaben ihn die Blues in einem Transfergeschäft im Austausch für ein Zweitrunden-Wahlrecht im NHL Entry Draft 2011 an die Buffalo Sabres ab. Nach zwei sportlich enttäuschenden Jahren für den Kanadier bei den Sabres, wurde er im Sommer 2012 von den New York Islanders als Free Agent verpflichtet. Im Trikot der Islanders konnte Boyes an die frühere Offensivstärke aus seiner Station in St. Louis anknüpfen und machte 35 Scorerpunkte in 48 Spielen in der durch den Lockout verkürzten Saison 2012/13. Im Vorfeld der Spielzeit 2013/14 nahm der Angreifer im Rahmen eines Probevertrages (try-out-contract) an einem Trainingscamp der Florida Panthers teil und wurde anschließend im September 2013 fest verpflichtet. Nach ansprechenden Leistungen in der abgelaufenen Saison wurde sein Vertrag im März 2014 um zwei Jahre verlängert.
Bereits nach einer Saison allerdings kauften die Panthers ihn aus seinem Vertrag heraus (buy-out), sodass er fortan als Free Agent auf der Suche nach einem neuen Arbeitgeber war. Diesen fand er im September 2015, als ihn die Toronto Maple Leafs nach erfolgreichem Try-out für ein Jahr verpflichteten.

### International
Boyes lief bei insgesamt drei Turnieren für die kanadische Eishockeynationalmannschaft auf, davon zweimal im Juniorenbereich. Dort gewann er 2001 die Bronzemedaille und 2002 die Silbermedaille. Im Seniorenbereich nahm er an der Weltmeisterschaft 2006 teil.

## Erfolge und Auszeichnungen
| - 2000 Teilnahme am CHL Top Prospects Game - 2000 Bobby Smith Trophy - 2000 CHL Scholastic Player of the Year - 2001 Red Tilson Trophy - 2001 William Hanley Trophy - 2001 OHL Second All-Star Team - 2002 J.-Ross-Robertson-Cup-Gewinn mit den Erie Otters - 2002 Red Tilson Trophy - 2002 William Hanley Trophy | - 2002 Wayne Gretzky 99 Award - 2002 OHL First All-Star Team - 2002 CHL Sportsman of the Year - 2002 CHL Second All-Star Team - 2003 Teilnahme am AHL All-Star Classic - 2003 AHL All-Rookie Team - 2004 AHL Second All-Star Team - 2006 NHL All-Rookie Team |

### International
- 2001 Bronzemedaille bei der U20-Junioren-Weltmeisterschaft
- 2002 Silbermedaille bei der U20-Junioren-Weltmeisterschaft

## Karrierestatistik

### International
Vertrat Kanada bei:
- U20-Junioren-Weltmeisterschaft 2001
- U20-Junioren-Weltmeisterschaft 2002
- Weltmeisterschaft 2006

(Legende zur Spielerstatistik: Sp oder GP = absolvierte Spiele; T oder G = erzielte Tore; V oder A = erzielte Assists; Pkt oder Pts = erzielte Scorerpunkte; SM oder PIM = erhaltene Strafminuten; +/− = Plus/Minus-Bilanz; PP = erzielte Überzahltore; SH = erzielte Unterzahltore; GW = erzielte Siegtore; 1 Play-downs/Relegation; Kursiv: Statistik nicht vollständig)